# Rue Paul-Déroulède
La rue Paul-Déroulède est un des axes principaux de Bois-Colombes.

## Situation et accès

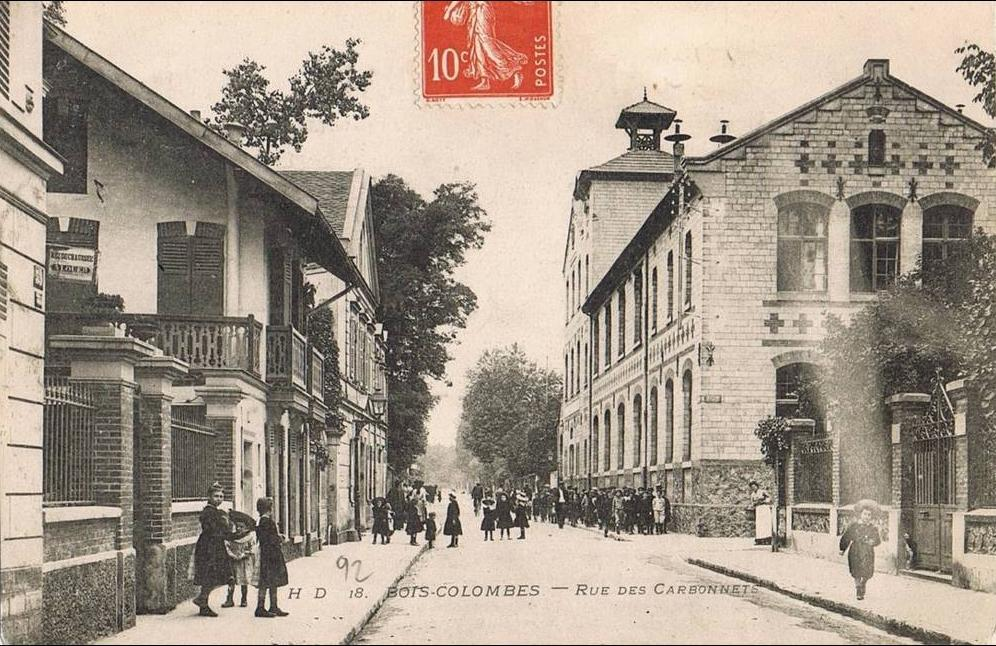
Rue des Carbonnets, avant 1915. Le clocher de l'école Paul-Bert est visible.

Cette rue commence à la rue des Bourguignons, au niveau de l'impasse des Carbonnets, qui mène à l'ancienne gare des Carbonnets, appelée aussi gare électrique, et située à côté de la gare de Bois-Colombes.
Elle longe ensuite la ligne de Paris-Saint-Lazare au Havre.
Elle se termine au croisement de la rue Félix-Faure qui la prolonge et de la rue Henry-Litolff, proche de l'église Sainte-Marie-des-Vallées de Colombes.

## Origine du nom
Son nom rend hommage au poète et homme politique nationaliste et antisémite français Paul Déroulède (1846-1914),.

## Historique

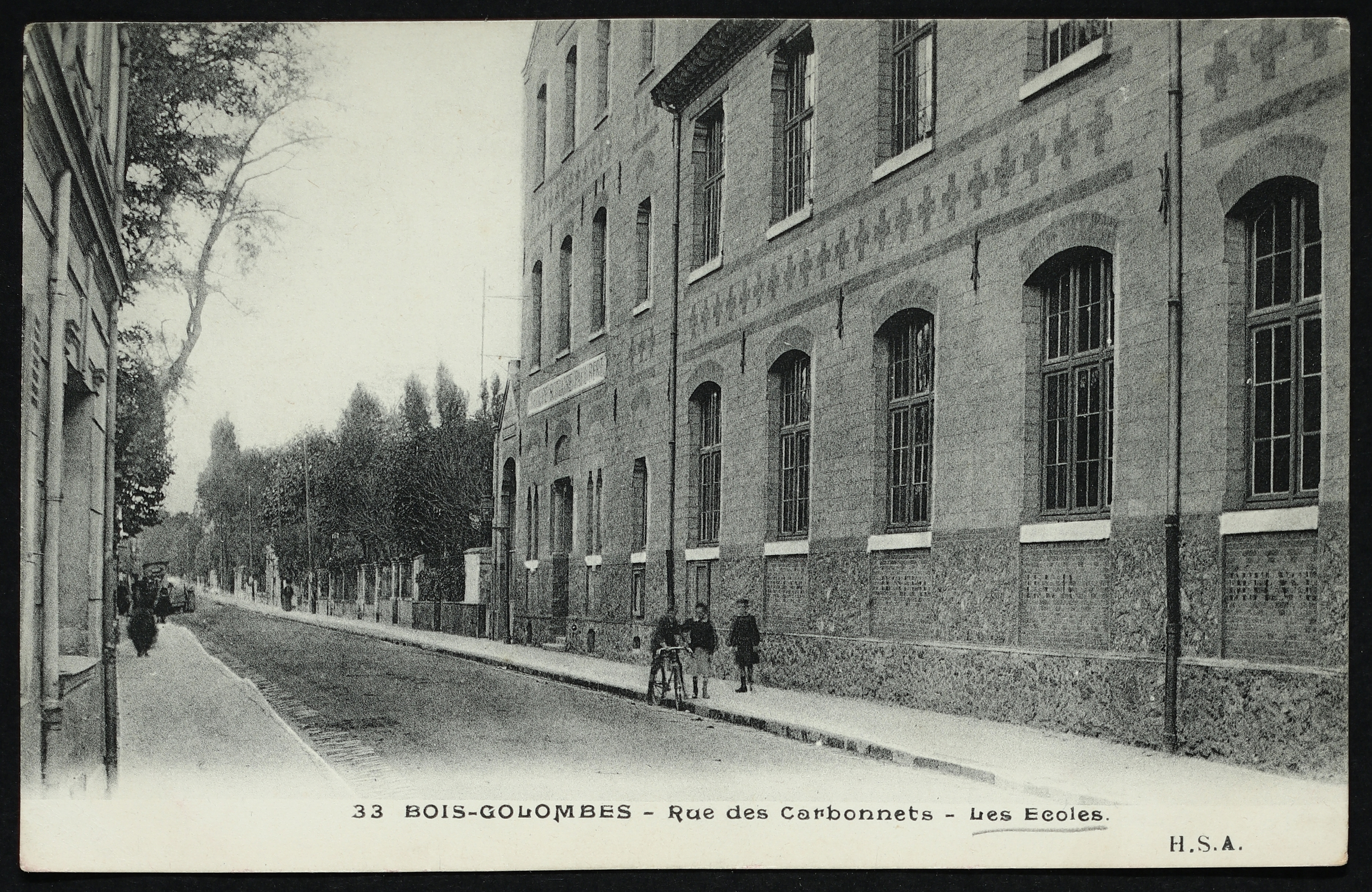
Carte postale - Les écoles.

Cette rue s'appelait jadis « rue des Carbonnets », du nom d'un lieu-dit,.

Le lieudit Les Carbonnets commença à être urbanisé avec la construction de la voie ferrée, lorsque de nombreuses villégiatures s'élevèrent dans les environs.
Elle prend sa dénomination actuelle le 21 février 1915.

## Bâtiments remarquables et lieux de mémoire
- Gare des Carbonnets.
- Square Roosevelt.
- Église Notre-Dame-de-Bon-Secours de Bois-Colombes.
- Square Émile-Tricon, (ancien square Stalingrad jusqu'au 14 mars 2000) à l'angle de la rue Auguste-Moreau (Ancienne rue Guizot depuis le 29 septembre 1947).